# پیرسون ۲۹۴۵۸
سیارک ۲۹۴۵۸ (به انگلیسی: 29458 Pearson، نامگذاری:1997SJ11) بیست و نه هزار و چهارصد و پنجاه و هشتمین سیارک کشف شده‌است که در ۳۰ سپتامبر ۱۹۹۷ کشف شد.